# Andre Shinyashiki
Andre Shinyashiki, né le 11 juin 1997 à São Paulo, est un footballeur brésilien jouant au poste d'attaquant.

## Biographie
Après quatre années passées avec les Pioneers de Denver en NCAA, Shinyashiki est repêchée en cinquième position par les Rapids du Colorado lors du repêchage universitaire. Lors de la saison 2019, il inscrit sept buts en MLS,. Il est notamment l'auteur d'un doublé lors de la réception des Sounders de Seattle, le 7 septembre (victoire 2-0).
En mai 2022, Andre Shinyashiki est transféré des Rapids du Colorado au Charlotte FC pour un montant d'allocation générale d'au minimum 225 000 dollars. Durant sa première saison avec Charlotte, il inscrit sept buts en vingt-trois rencontres. Cependant, son temps de jeu est limité à moins de 200 minutes en 2023 et il parvient à rompre son contrat à l'amiable le 1er août 2023 avant de rejoindre le PFK Neftchi, en première division d'Azerbaïdjan, le même jour. Il signe un contrat de deux ans, soit jusqu'en juin 2026. Il a disputé un total de 38 matchs officiels avec le club et marqué 5 buts. Le 26 novembre 2024, le contrat de Shinyashiki avec Neftçi a été résilié d'un commun accord.

## Distinctions individuelles
- Trophée de la recrue de l'année de la MLS en 2019[9]